# Ор-ха-Нер
Ор-ха-Нер (ивр. אוֹר הַנֵּר‎, букв. «Свет свечи») — кибуц на юге Израиля. Расположен недалеко от Сдерота, находится в ведении областного совета Шаар ха-Негев.

## Название
Название взято из трактата Санхедрин Вавилонского Талмуда.

## История
Ор Ха-Нер был основан в 1955—1957 годах как ферма, принадлежащая компании Ицур Уфитуах. Основатели были из гаринов движений Гордония, Дрор и Гехалуц, большинство из которых были иммигрантами из Аргентины и Чили. Многие из них родом из кибуца Гивот-Заид.
Кибуц был основан на земле, принадлежащей обезлюдевшей палестинской деревне Недж, к северо-востоку от поселения Недж.

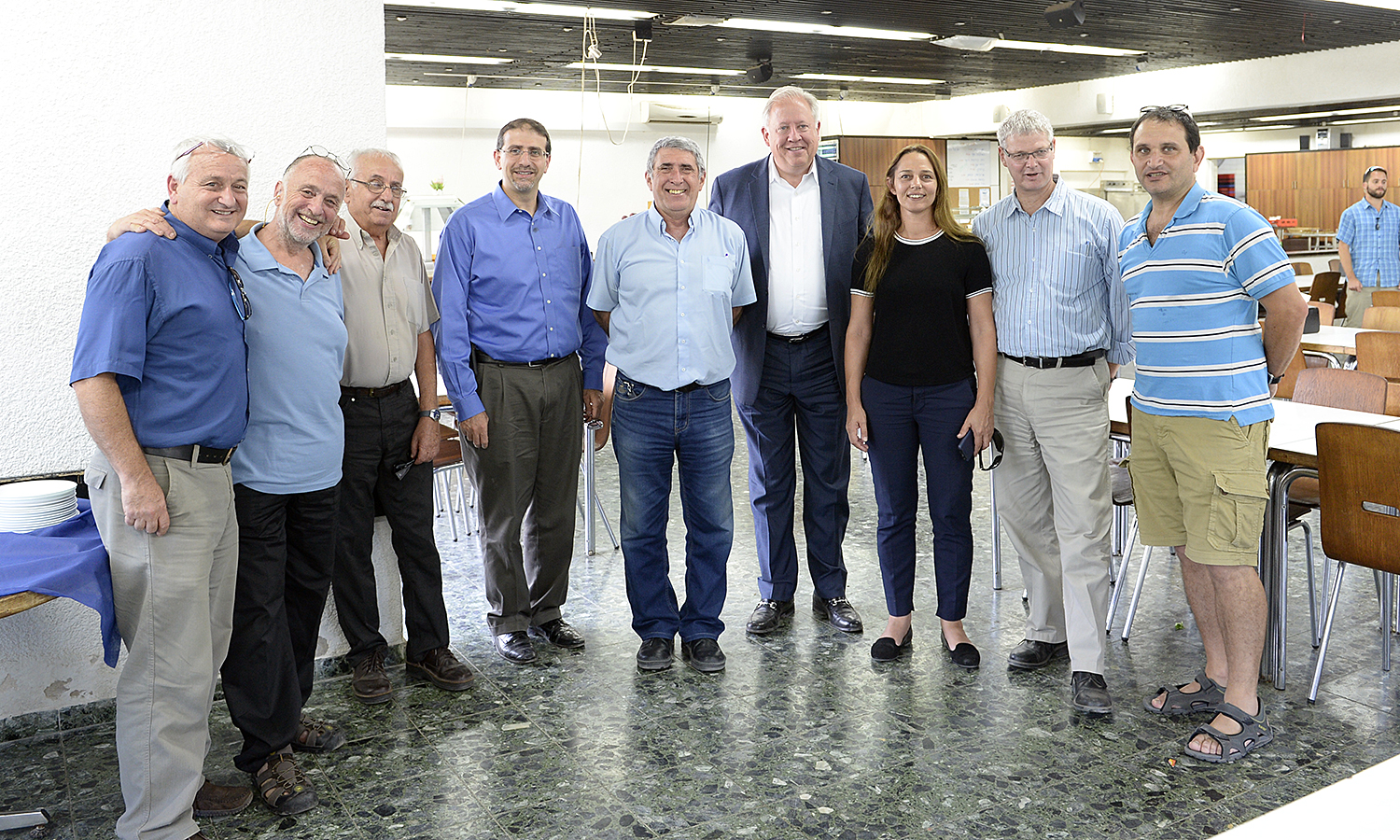
Томас А. Шеннон-младший посещает кибуц

В 2016 году заместитель государственного секретаря США по политическим вопросам Томас А. Шеннон-младший посетил кибуц и ознакомился с фабрикой кибуца Орнит. Компания Ornit, основанная в 1975 году, производит заклепки.

## Население
По данным Центрального статистического бюро Израиля, население на начало 2020 года составляло 769 человек.